# Kayanza
Kayanza este un oraș din Burundi. Este reședința regiunii omonime.